# Coreto Maestro Bilo
O Coreto Maestro Bilo, também chamado Coreto Maestro Severino Dóglio, é um coreto localizado em Santana de Parnaíba. Foi criado em 1892, com material proveniente da Inglaterra, trazido de barco para o Porto de Santos, de trem para Barueri e, de lá, de carro de boi até Santana de Parnaíba. Instalado no Centro Histórico, é considerado um "cartão postal" do município.
O nome do coreto é uma homenagem ao maestro Severino Dóglio.
O coreto foi reformado em 1963: foi aterrado e teve sua estrutura diminuída. Manteve a forma e as peças de metal originais. O local foi restaurado em 2018.

## Galeria

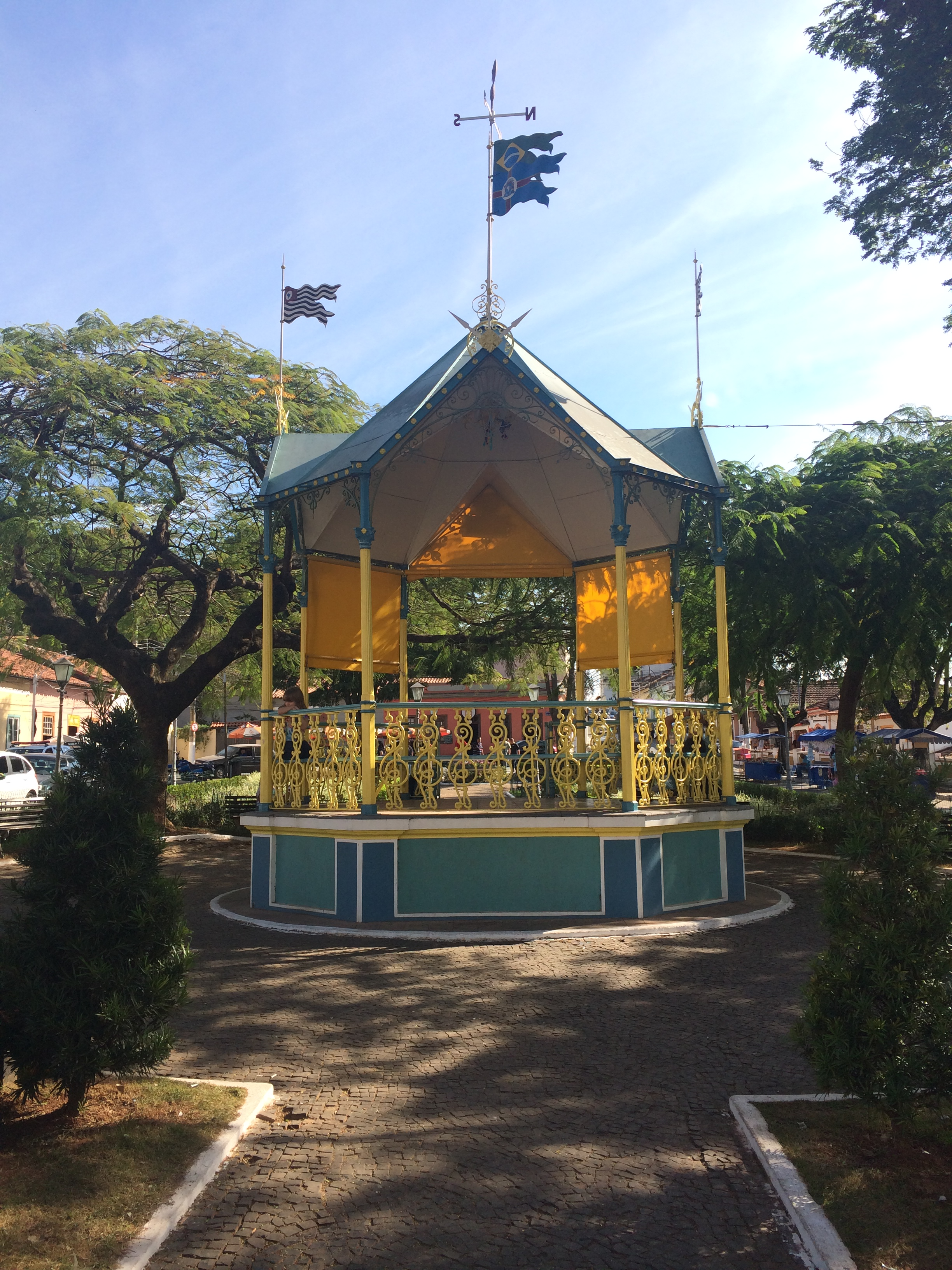
Vista principal.
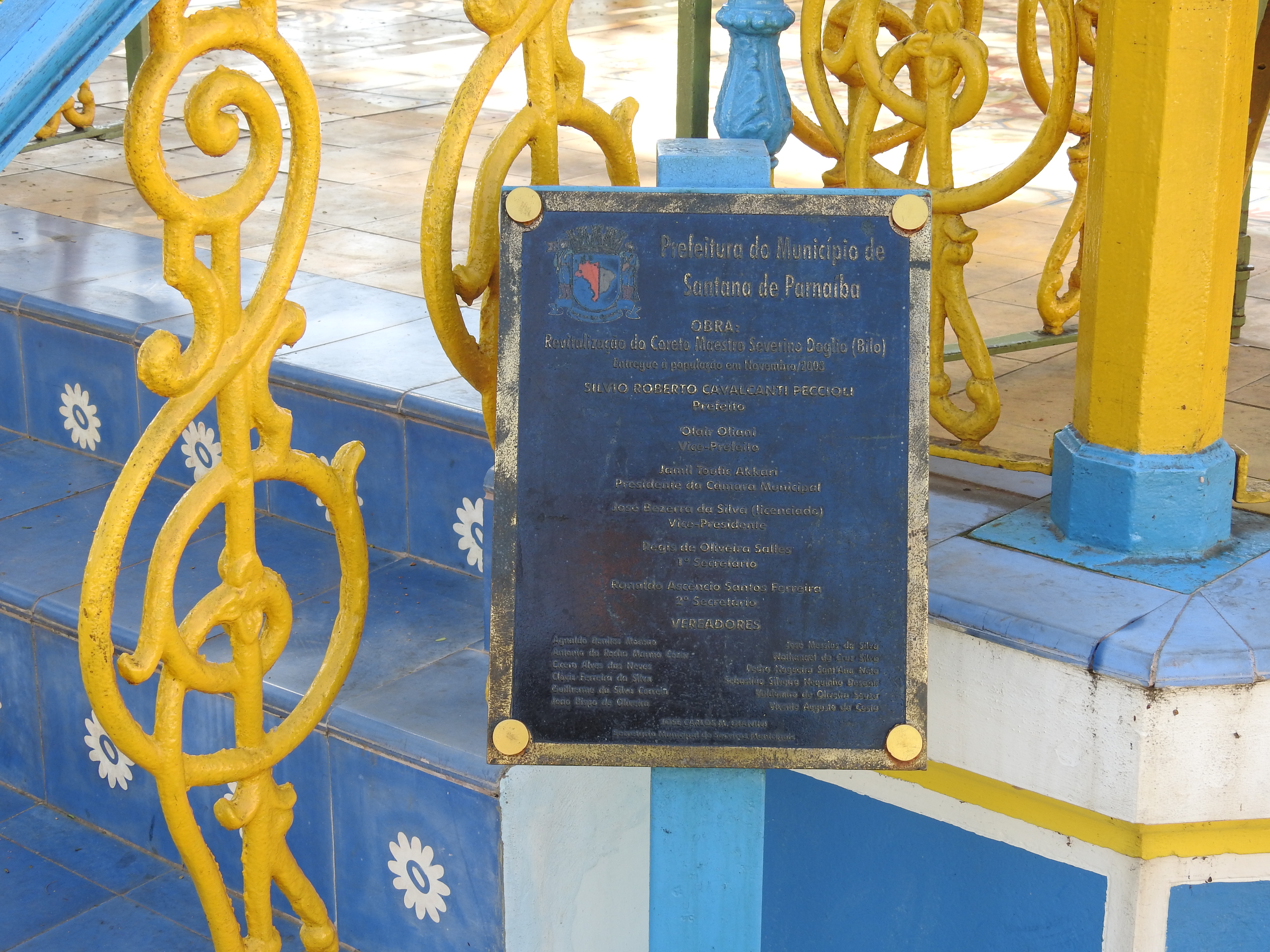
Placa de revitalização, em 2003.
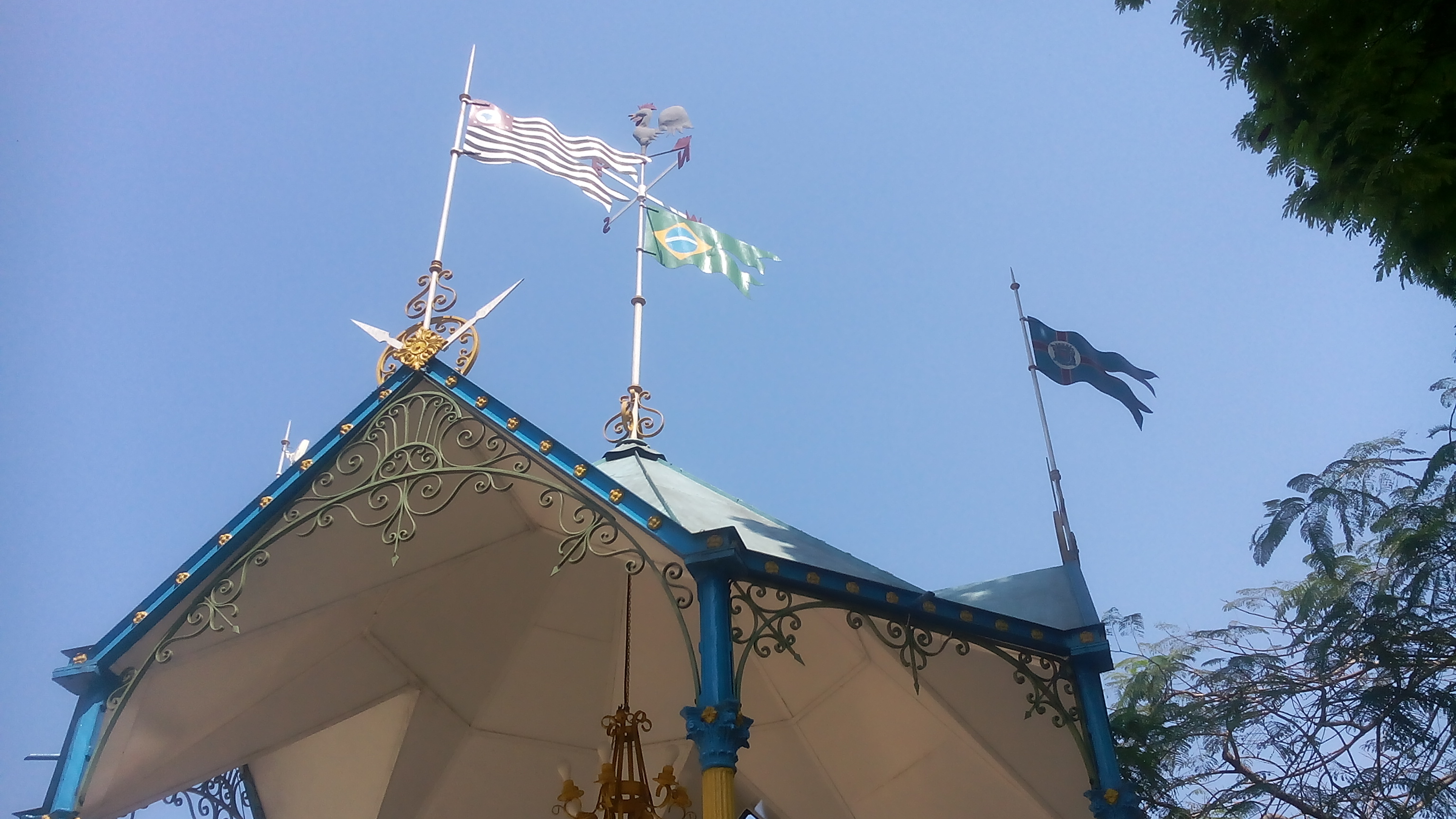
Cobertura do coreto: bandeiras e um Galo dos ventos.
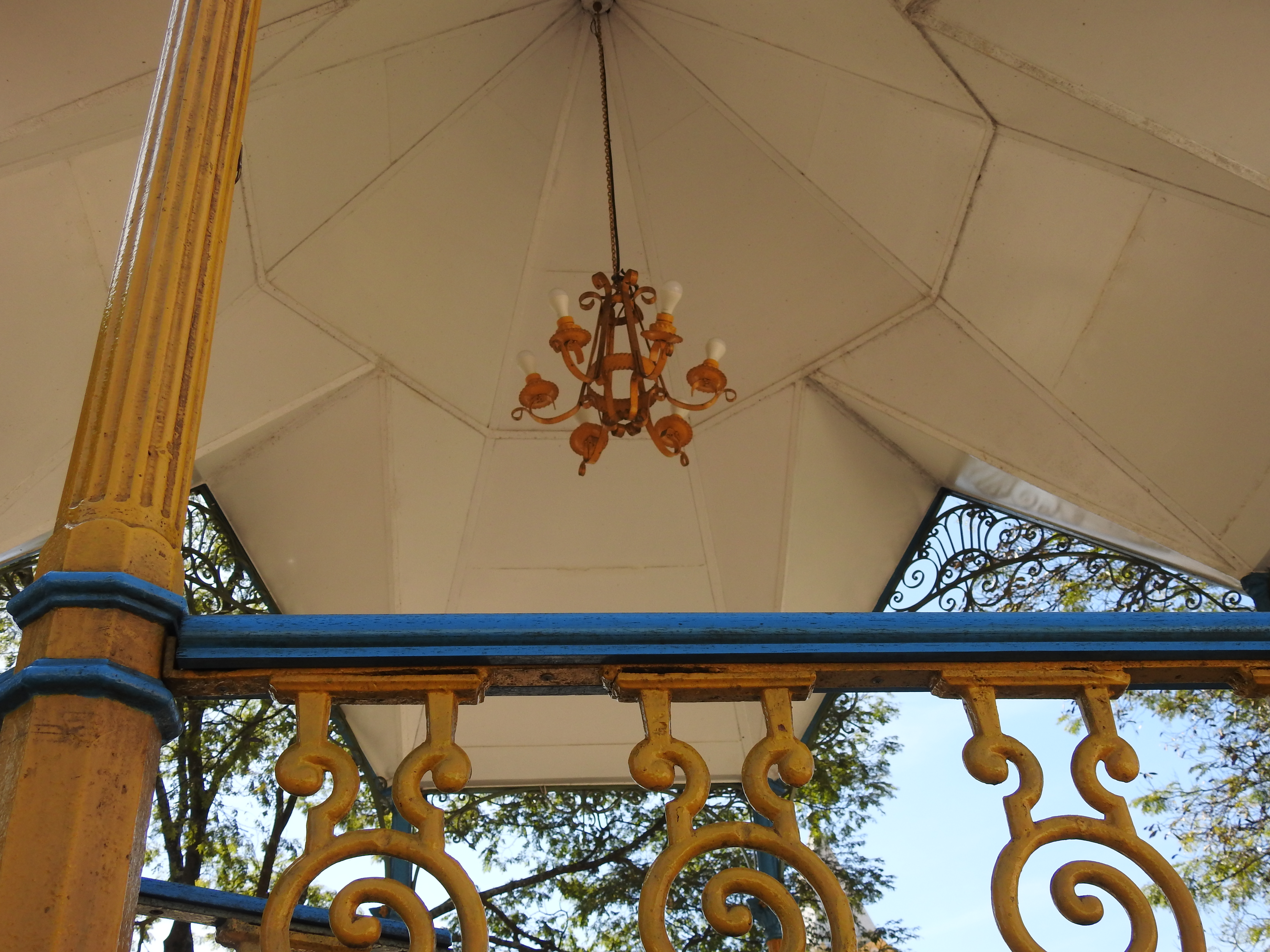
Iluminação interna.